# Conochares
Conochares từng là một chi bướm đêm thuộc họ Noctuidae, hiện tại được coi là đồng nghĩa của Ponometia.

## Former species
- Conochares acutus Smith, 1905
- Conochares altera Smith, 1903
- Conochares arizonae H. Edwards, 1878
- Conochares catalina Smith, 1906
- Conochares elegantula Harvey, 1876
- Conochares rectangula McDunnough, 1943